# Pałac w Bilczach
Pałac w Bilczach – pałac wybudowany przez Zagórskich pod koniec XVIII w.
Pałac otaczał park, położony nad rzeką Styr. W pobliżu znajdowało się zamczysko z czworobocznym wałem.